# Hexyl-cinnamát
Hexyl-cinnamát (systematický název hexyl-(E)-3-fenylprop-2-enoát, sumární vzorec C15H20O2) je ester kyseliny skořicové a hexanolu. Jedná se o bezbarvou až světle žlutou kapalinu balzámové vůně, nerozpustnou ve vodě, rozpustnou v ethanolu. Používá se v parfémech a pro další podobné účely.